# Gansu Tianma Football Club
O Gansu Tianma Football Club (Chinês simplificado: 甘肃天马), mais conhecido como Gansu Tianma, foi um clube de futebol da China, fundado em 18 de dezembro de 1999.
Não tinha uma sede fixa durante o período em atividade, que durou 5 anos. Foi no Gansu Tianma, em 2003, que o veterano meia inglês Paul Gascoigne (que também acumulou a função de técnico) fez os 2 últimos gols de sua carreira - após 4 partidas e 9 meses no clube, Gazza voltaria ao seu país para se aposentar um ano depois. Em 2004, após cair para a terceira divisão, o Gansu muda-se para Dongguan e também troca de nome, para Lanwa Football Club.

## Trocas de nome
- 1999–2001: Gansu Tianma (甘肃天马)
- 2001: Lanzhou Huanghe (兰州黄河)
- 2002: Gansu Nongken (甘肃农垦)
- 2003: Ningbo Yaoma (宁波耀马)[4]